# Ceratia proxima
Ceratia proxima é uma espécie de molusco pertencente à família Iravadiidae.
A autoridade científica da espécie é Forbes & Hanley, tendo sido descrita no ano de 1850.
Trata-se de uma espécie presente no território português, incluindo a zona económica exclusiva.